# Silvinichthys pachonensis
Silvinichthys pachonensis es una especie del género de peces de agua dulce Silvinichthys, perteneciente a la familia de los trichomictéridos. Habita en ambientes acuáticos de montaña en el centro-oeste de Sudamérica.

## Taxonomía
Descripción original
Esta especie fue descrita originalmente en el año 2016 por los ictiólogos Luis A. Fernández y Jorge Liotta.
Etimología
Etimológicamente el epíteto específico pachonensis es un topónimo que hace alusión al biotopo donde fue colectada esta especie.
Localidad tipo
La localidad tipo referida es: “Arroyo Pachón, a una altitud de 3103 msnm, departamento Calingasta, provincia de San Juan, Argentina”.
Holotipo
El ejemplar holotipo designado es el catalogado como: MPSZI 1381, el cual midió 58,2 mm de largo total.
Relaciones filogenéticas y características
De las restantes especies del género Silvinichthys, S. pachonensis es distinguible por diversos rasgos merísticos, morfométricos y osteológicos. Entre estos destaca el eje mesetmoide, el cual es más grande que el cornua lateral. Además, difiere por presentar un mayor número de vértebras precaudales, 14, siendo dicha cifra solo de 8 a 10 en las restantes especies. También, otro rasgo propio es la combinación de ausencia de aleta pélvica y de faja, junto con un gran desarrollo de la musculatura en los abductores, comparándola con la de las otras especies del género.

## Distribución
Silvinichthys pachonensis es endémica de un área montañosa en la región de Cuyo, en el centro-oeste de la Argentina. Su exclusivo hábitat son las frías aguas del río Pachón, un curso fluvial que discurre en una región árida de la cordillera andina y que pertenece a la cuenca del río de los Patos, uno de los cuatro afluentes del río San Juan, correspondiente a la cuenca del río Desaguadero/Colorado. Este pez solo se conoce de su localidad tipo, ubicada a una altitud de 3103 m s. n. m. en el oeste del departamento Calingasta, al sudoccidente de la provincia de San Juan. Es la única especie del género Silvinichthys que habita en altitudes elevadas.
Ecorregionalmente Silvinichthys pachonensis es un endemismo de la ecorregión de agua dulce  Desaguadero cuyano.